# باريس تورز 1965
باريس تورز 1965 هو سباق دراجات هوائية، وهو الموسم رقم 59 من باريس تورز، وأقيم في 10 أكتوبر 1965.
فاز بالمركز الأول غربن كارستينس، وبالمركز الثاني Gustaaf De Smet ‏، وبالمركز الثالث Fernand Deferm ‏.

## الفائزون
| الترتيب | الفائز           |
| ------- | ---------------- |
| الفائز  | غربن كارستينس    |
| الثاني  | Gustaaf De Smet ‏ |
| الثالث  | Fernand Deferm ‏  |